# ハンガリッドFC
ハンガリッドFC(英: Khangarid Football Club、モンゴル語: Хангарьд  фк)は、モンゴル北部のエルデネトのサッカークラブである。モンゴル・ナショナルプレミアリーグ所属。

## 歴代所属選手
- サイハンチュルーン・アマルバヤスガラン（英語版） 2009-2017
- ミジドルジ・オユンバートル（英語版） 2010-2016
- バルジンニャム・バトボルド（英語版） 2021-
- 古川龍星 2021-
- 戸張雅也 2021-

## タイトル
- モンゴル・ナショナルプレミアリーグ

優勝:2001，2003，2004，2010
- モンゴル・カップ

優勝:2013, 2016